# Leland Sklar

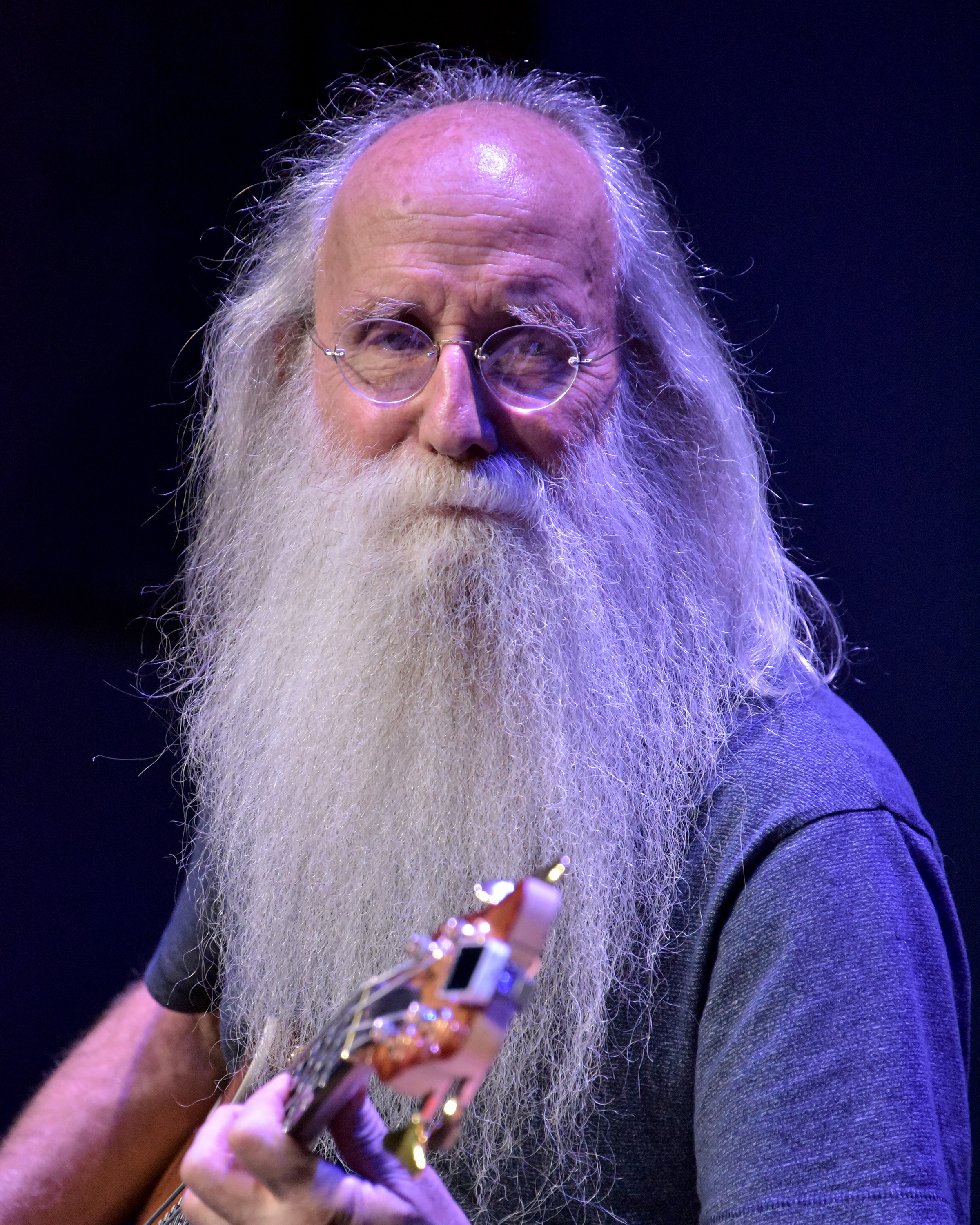
Leland Sklar im April 2017

Leland Bruce „Lee“ Sklar (* 28. Mai 1947 in Milwaukee, Wisconsin) ist ein US-amerikanischer Bassist, Sänger und Komponist, der zu den gefragtesten Sessionmusikern der Branche gehört. Er hat bis heute an mehr als 800 Alben und über 3000 Titeln mitgewirkt, jedoch lediglich an einem einzigen als Co-Autor. Dabei arbeitete Sklar mit bekannten Größen wie Billy Cobham, Suzy Bogguss, Jackson Browne, Rita Coolidge, Crosby, Stills and Nash, Kris Kristofferson, Hall & Oates, Reba McEntire, Randy Newman, Dolly Parton, Carole King, Linda Ronstadt, Véronique Sanson, Rod Stewart, George Strait, James Taylor, Warren Zevon, Ray Charles, Steve Lukather, Toto und den Doors. Er war Sideman und fester Bestandteil des Line-ups bei Live-Produktionen von Phil Collins.
Das Rolling Stone listet ihn als Nummer 47 und Guitar World als Nummer 31 der größten Bassisten aller Zeiten.
Sklar hat ein auffälliges Erscheinungsbild, das von einem langen grauen Bart und Kopfhaar geprägt wird.

## Leben
Seine Familie zog kurz nach seiner Geburt von Wisconsin nach Südkalifornien. Mit vier Jahren begann Sklar, Klavier zu lernen. Während seiner Schulzeit trat er in die Schulband ein, in der es aber viele Pianisten und keinen Bassisten gab. Sein damaliger Lehrer gab ihm einen Kontrabass, und er war sofort dem Instrument verfallen.
Obgleich die Musik schon früh zu einem intensiven Hobby Sklars wurde, studierte er erst am College Kunst und Geologie. Später begann er sein Musikstudium an der California State University, Northridge. Dort lernte er James Taylor kennen, der für eine Show im Club Troubadour in Los Angeles einen Bassisten suchte. Dies war der Startschuss für seine bis heute andauernde Karriere. Beide dachten, dass das Zusammenspiel nur von kurzer Dauer sein würde, doch als Taylor seinen ersten erfolgreichen Hit aufnahm und sich die Notwendigkeit einer Tournee ergab, nahm Sklar Taylors Angebot, als fester Bassist in seiner Band zu spielen, an und kam ab diesem Zeitpunkt auch in Kontakt zu anderen Musikgrößen.
Ein Meilenstein war 1973 die Teilnahme als Bassist auf der ersten Soloproduktion Spectrum des Drummers Billy Cobham. Des Weiteren arbeitete Sklar ab den frühen 1970er Jahren auch mit dem Schlagzeuger Russ Kunkel, dem Gitarristen Danny Kortchmar und dem Keyboarder Craig Doerge zusammen. Sie wurden bekannt als „The Section“. Unter diesem Namen produzierten sie zwischen 1972 und 1977 drei Alben. The Section wurden zudem sehr häufig als komplette Begleitband gebucht und sind deshalb auf vielen Alben anderer Künstler zu finden, häufig ergänzt durch die Gitarristen Waddy Wachtel und David Lindley.
2007 war Leland Sklar mit Toto auf Tour, weil deren Bassist Mike Porcaro aus gesundheitlichen Gründen nicht mehr mit der Band auf Tour gehen konnte. Auch nach dem Tod von Mike Porcaro 2015 war Lee noch einmal 2016 als Live-Bassist für Toto tätig, nachdem er auch an den Aufnahmen zum Studio-Album Toto XIV sowie zuvor an mehreren Solo-Alben von Toto-Gitarrist Steve Lukather beteiligt gewesen war. 2018 gründete er mit ehemaligen Mitgliedern von The Section eine neue Band The Immediate Family.
Sklars Markenzeichen, der lange graue Bart, hat nach eigener Aussage keinen besonderen Hintergrund. Nachdem man ihm 1965 sein Highschool-Diplom ausgehändigt hatte, hörte er auf sich zu rasieren und lässt seit dieser Zeit den Bart bis auf ein regelmäßiges Trimmen wachsen.
Im Oktober 2020 veröffentlichte Sklar das Buch Everybody Loves Me.

## Equipment
Sein seit den 1970ern auf 90 % aller Aufnahmen benutzter Hauptbass ist sein 1973 aus verschiedenen Teilen selbst zusammengestellter und von John Carruthers gebauter „Frankenstein-Bass“. Er besteht aus einem Charvel Precision-Bass-Korpus und einem auf Jazzbass-Maße umgebauten 62er Fender Precision Bass Ahorn-Hals mit Mandolinen-Bünden.
Die Tonabnehmer sind zwei revers eingebaute P-Bass Pickups von EMG der ersten Generation in Jazz-Bass Position. Die Brücke ist eine Badass und die Mechanik der E-Saite einer der ersten Hipshot D-Tuner. Außerdem hat der Bass einen 'Producer Switch' ohne jegliche Funktion, den er, wie er sagt, für ignorante Produzenten eingebaut hat.
Der Bass ist auf vielen alten Videos, z. B. mit James Taylor, zu sehen. Auf Tour spielt er seit 20 Jahren meistens seinen Dingwall Signature 5-String Bass.
Sklar spielt seit einigen Jahren auch mehrere Bässe des deutschen Instrumentenbauers Warwick, einen nach seinen Vorgaben (unter anderem mit Mandolinen-Bünden) modifizierten Warwick Starbass II, den 'Sklar Bass', einen bundierten und einen fretless. Auch hier ist ein 'Producer Switch' eingebaut. Zu hören sind diese Bässe z. B. bei seiner Arbeit mit Judith Owen.
Zudem benutzt Sklar Verstärker und Boxen der Firma Euphonic Audio.

## Diskografie
Sklar versteht sich selbst als ausgesprochener "Team-Player", der den jeweiligen Titel in den Mittelpunkt seiner Bemühungen stellt. Er hat während seiner gesamten musikalischen Karriere kein einziges Solo-Album veröffentlicht. Auszug aus dem umfangreichen Œuvre:
- Aaron Neville
  - 1993: Aaron Neville's Soulful Christmas
  - 1997: To Make Me Who I Am
- Air Supply
  - 1993: The Vanishing Race
- Alejandra Guzmán
  - 1999: Algo Natural
- Amanda Marshall
  - 1996: Amanda Marshall
- America
  - 1980: Alibi
- Amy Grant
  - 2002: Legacy… Hymns and Faith
  - 2003: Simple Things
- Ana Gabriel
  - 1996: Vivencias
- Andrew Gold
  - 1976: What's Wrong with This Picture
  - 1978: All This and Heaven Too
- Anna Vissi
  - 2001: Everything I Am
- Arlo Guthrie
  - 1973: Last of the Brooklyn Cowboys
- Art Garfunkel
  - 1975: Breakaway
  - 1997: Songs from a Parent to a Child
- Barbi Benton
  - 1975: Something New
- Barbra Streisand
  - 1999: Love Like Ours
- Barefoot Servants
  - 1994: Barefoot Servants
  - 2005: Barefoot Servants 2
- Bernadette Peters
  - 1980: Bernadette Peters
  - 1992: Bernadette
- Bette Midler
  - 1977: Broken Blossom
- Billy Cobham
  - 1973: Spectrum
- Bonnie Raitt
  - 1986: Nine Lives
- Brian Hyland
  - 1970: Brian Hyland
- Carly Simon
  - 1975: Playing Possum
- Carole Bayer Sager
  - 1977: Carole Bayer Sager
  - 1978: Too
  - 1981: Sometimes Late at Night
- Carole King
  - 1976: Thoroughbred
- Casey Kelly
  - 1972: Casey Kelly
- Catie Curtis
  - 1997: Catie Curtis
- Chris Eaton
  - 1995: Wonderful World
- Clay Walker
  - 1993: Clay Walker
  - 1999: Live, Laugh, Love
  - 2003: Few Questions
- Cliff Richard
  - 1995: Songs from "Heathcliff"
- Clint Black
  - 1992: Hard Way
  - 1993: No Time to Kill
  - 1995: Looking for Christmas
  - 1997: Nothin' but the Taillights
  - 2004: Christmas With You
- Crosby & Nash
  - 1972: Graham Nash/David Crosby
  - 1975: Wind on the Water
  - 1976: Whistling Down the Wire
  - 2004: Crosby & Nash
- Crosby, Stills and Nash
  - 1980: Replay
  - 1982: Daylight Again
  - 1990: Live It Up
  - 1998: Carry On
- Daniel Lavoie
  - 1994: Woman to Man
- Danny Kortchmar
  - 1980: Innuendo
- Darrell Scott
  - 1999: Family Tree
- Daryl Stuermer
  - 1998: Live & Learn
- David Cassidy
  - 1975: The Higher They Climb
  - 1976: Home Is Where the Heart Is
- David Sanborn
  - 1976: Love Songs
- Diana Ross
  - 1981: To Love Again
  - 1991: Force Behind the Power
- Dolly Parton
  - 1980: 9 to 5 and Odd Jobs
  - 1980: Dolly, Dolly, Dolly
  - 1982: Heartbreak Express
  - 1988: Rainbow
- Don Henley
  - 1982: I Can't Stand Still
- Donna Summer
  - 1980: The Wanderer
- Donovan
  - 1973: 7-Tease
  - 1973: Cosmic Wheels
  - 1976: Slow Down World
- The Doors
  - 1972: Full Circle
- Engelbert Humperdinck
  - 1996: After Dark
- Enrique Iglesias
  - 1997: Vivir
- Faith Hill
  - 2002: Cry
- George Strait
  - 1987: Ocean Front Property
  - 1995: Strait Out of the Box
- Giorgio Moroder
  - 1982: Cat People
- Glen Campbell
  - 1976: Bloodline
- Hall & Oates
  - 1975: Daryl Hall & John Oates
  - 1976: Bigger Than the Both of Us
  - 1977: Beauty on a Back Street
- Helen Reddy
  - 1971: Helen Reddy
- Herb Pedersen
  - 1976: Southwest
  - 1977: Sandman
  - 1984: Lonesome Feeling
- Hook
  - 1968: Hooked
  - 1968: Will Grab You
- Hoyt Axton
  - 1977: Road Songs
  - 1998: Pistol Packin' Mama/Spin of the Wheel
- Jackson Browne
  - 1972: Jackson Browne
  - 1973: For Everyman
  - 1976: The Pretender
  - 1977: Running on Empty
- James Taylor
  - 1970: Sweet Baby James
  - 1971: Mud Slide Slim and the Blue Horizon
  - 1972: One Man Dog
  - 1975: Gorilla
  - 1976: Greatest Hits
  - 1976: In The Pocket
  - 1977: JT
  - 1979: Flag
  - 1981: Dad Loves His Work
  - 1985: That’s Why I’m Here
  - 1988: Never Die Young
  - 1991: Live in Rio
  - 2000: Greatest Hits Volume 2
  - 2003: The Best of James Taylor
  - 2010: Live at the Troubadour (Carole King and James Taylor)
- Jamie Walters
  - 1994: Jamie Walters
  - 1997: Ride
- Jennifer Rush
  - 1987: Heart over Mind
- Jennifer Warnes
  - 2001: Well
- Jimmy Webb
  - 1982: Angel Heart
  - 1993: Suspending Disbelief
- Joe Cocker
  - 2004: Heart and Soul
- John Kay
  - 1973: My Sportin' Life
- Jon Stewart
  - 1971: Lonesome Picker Rides Again
- Joseph Williams
  - 2021: Denizen Tenant
- Judith Owen
  - 2014: Ebb & Flow
  - 2016: Somebody's Child
  - 2018: Rediscovered
  - 2020: The Here & Now
- Julio Iglesias
  - 1994: Crazy
- Kate Taylor
  - 1971: Sister Kate
  - 2021: Why Wait
- Kim Carnes
  - 1975: Kim Carnes
  - 1979: St. Vincent's Court
  - 1988: View from the House
- Kinky Friedman
  - 1973: Full Moon
  - 1974: Kinky Friedman
  - 1975: Spooky Lady's Sideshow
  - 1976: Who's to Bless and Who's to Blame
- Lara Fabian
  - 2004: Wonderful Life
- Laura Pausini
  - 2000: Entre Tu y Mil Mares
  - 2000: Tra Te e il Mare
- Leah Kunkel
  - 1979: Leah Kunkel
- LeAnn Rimes
  - 2002: Twisted Angel
  - 2004: What a Wonderful World
- Lee Ritenour
  - 1984: Banded Together
- Leonard Cohen
  - 1992: The Future
- Linda Ronstadt
  - 1973: Don't Cry Now
  - 1989: Cry Like a Rainstorm, Howl Like the Wind
  - 1994: Winter Light
  - 1995: Feels Like Home
  - 1998: We Ran
  - 2004: Mi Jardín Azul
- Lisa Loeb
  - 1997: Firecracker
  - 2002: Cake and Pie
  - 2002: Hello Lisa
- Livingston Taylor
  - 2005: There You Are Again
- Lyle Lovett
  - 1989: Lyle Lovett and His Large Band
  - 1992: Joshua Judges Ruth
  - 1996: Road to Ensenada
  - 1998: Step Inside This House
- Marta Sánchez
  - 1998: Desconocida
  - 2002: Soy Yo
- Merle Haggard
  - 2005: Chicago Wind
- Michael W. Smith
  - 1995: I'll Lead You Home
  - 1998: Christmastime
  - 2004: Christmas Collection
- Mike Oldfield
  - 2014: Man on the Rocks
- Neil Diamond
  - 1991: Lovescape
  - 1992: Christmas Album
- Neil Sedaka
  - 1975: Hungry Years
  - 1975: Sedaka's Back
  - 1976: Steppin' Out
  - 1980: In The Pocket
- Nigel Olsson
  - 1978: Nigel Olsson
- The Oak Ridge Boys
  - 1987: Heart Beat
  - 1987: Monongahela
  - 1987: Monongahela
- Peter Hofmann
  - 1992: Love Me Tender - Peter Hofmann Sings Elvis Presley
- Phil Collins
  - 1982: Hello, I Must Be Going!
  - 1985: No Jacket Required
  - 1989: … But Seriously
  - 1990: Serious Hits… Live!
  - 1998: …Hits
  - 2004: Finally… The First Farewell Tour
  - 2004: Love Songs: A Compilation… Old and New
  - 2016: The Singles Collection
- Poco
  - 1989: Legacy
- Point of Grace
  - 1998: Steady On
  - 1999: Christmas Story
- Randy Edelman
  - 1977: If Love Is Real
  - 1979: You're The One
- Randy Newman
  - 1988: Land Of Dreams
  - 1995: Randy Newman's Faust
- Ray Charles
  - 1993: My World
- Reba McEntire
  - 1987: Last One To Know
  - 1989: Sweet Sixteen
  - 1991: For My Broken Heart
  - 1994: Read My Mind
  - 1995: Starting Over
  - 2004: Greatest Collection
- Richard Marx
  - 1991: Rush Street
  - 1994: Paid Vacation
- Rick Springfield
  - 1974: Mission: Magic!
- Ricky Martin
  - 1995: Medio Vivir
- Ricky Skaggs
  - 1986: Love's Gonna Get Ya
  - 1991: My Father's Son
- Rita Coolidge
  - 1972: Lady's Not for Sale
  - 1974: Fall Into Spring
  - 1975: It's Only Love
  - 1977: Anytime, Anywhere
- Robbie Williams
  - 2002: Escapology
- Rod Stewart
  - 1975: Atlantic Crossing
  - 1976: A Night On The Town
- Roger Hodgson
  - 1987: Hai Hai
- Roger McGuinn
  - 1973: Roger McGuinn
  - 1974: Peace On You
  - 1992: Born To Rock & Roll
- Sarah Brightman
  - 1998: As I Came Of Age
- 2nd Chapter of Acts
  - 1984: Singer Sower
  - 1991: Roar Of Love
- The Section
  - 1972: Section
  - 1973: Forward Motion
  - 1977: Fork It Over
- Shawn Phillips
  - 1972: Faces
  - 1973: Bright White
  - 1977: Spaced
  - 1978: Transcendence
- Stephen Stills
  - 1975: Stills
  - 2003: Turnin' Back The Pages
- Steve Lukather
  - 1989: Lukather
  - 2008: Ever Changing Times
  - 2013: Transition
- Steve Poltz
  - 1998: One Left Show
- Suzy Bogguss
  - 1991: Aces
  - 1992: Voices In The Wind
  - 1993: Something Up My Sleeve
  - 1994: Simpatico
  - 1996: Give Me Some Wheels
  - 1998: Nobody Love, Nobody Gets Hurt
- Tanya Tucker
  - 1981: Should I Do It
- Terence Trent D’Arby
  - 1993: Symphony or Damn
- Toto
  - 2007: Falling In Between Live
  - 2015: Toto XIV
- Trisha Yearwood
  - 1996: Everybody Knows
- Véronique Sanson
  - 1996: Comme ils l'imaginent
  - 1998: Indestructible
  - 1999: D'un papillon à une étoile
- Vince Gill
  - 1987: Way Back Home
  - 1993: Let There Be Peace on Earth
  - 1996: High Lonesome Sound
- Vonda Shepard
  - 1999: Heart and Soul - New Songs From Ally McBeal
- Warren Zevon
  - 1978: Excitable Boy
  - 1980: Bad Luck Streak in Dancing School
  - 1982: The Envoy
  - 1987: Sentimental Hygien
  - 1996: I'll Sleep When I'm Dead
- The Weather Girls
  - 1983: Success
- Wilson Phillips
  - 1992: Shadows and Light
- Yvonne Elliman
  - 1978: Night Flight
  - 1979: Yvonne

## Soundtracks
Bis auf Catwalk wurden alle Soundtracks auf dem Label von „Motion Picture“ veröffentlicht.
| - 1974: Das Phantom im Paradies - 1984: Metropolis - 1992: Stephen Kings Schlafwandler - 1994: Catwalk - 1997: Fletcher’s Visionen - 1997: Postman - 1997: Annabelle und die fliegenden Rentiere - 1998: Black Dog | - 1998: Der Prinz von Ägypten - 1999: Message in a Bottle – Der Beginn einer großen Liebe - 1999: Aus Liebe zum Spiel - 2000: Coyote Ugly - 2000: Dr. T and the Women - 2001: Natürlich blond |

### Kompositionen
- Woh, Don’t You Know (mit Danny Kortchmar und James Taylor) – One Man Dog (J. Taylor)